# Coupe de la jeunesse
 (juillet 2017).
Si vous disposez d'ouvrages ou d'articles de référence ou si vous connaissez des sites web de qualité traitant du thème abordé ici, merci de compléter l'article en donnant les références utiles à sa vérifiabilité et en les liant à la section « Notes et références ».
La Coupe de la Jeunesse est une compétition internationale d'aviron sur 2 000 mètres. Elle a été fondée en 1985 et est ouverte aux rameurs qui ont 18 ans ou moins à la fin de l'année civile. Cet évènement dure 2 jours, et les points sont attribués aux pays en fonction de leur classement final dans chaque catégorie. Cette coupe n'a ainsi été remportée que par la Grande-Bretagne (11 victoires), l'Italie (9 victoires) et la France (8 victoires) .
Chaque catégorie est courue séparément durant les premier et second jours de la régate, permettant différents gagnants de la Coupe de la Jeunesse chaque jour. De nombreux pays utilisent cette régate pour leurs athlètes n'ayant pas pu atteindre les minima pour les Championnats du monde Juniors.
En 2012, la 28e édition a été organisée sur le plan d'eau de Banyoles en Espagne.

## Catégories courues
Les courses sont courues dans les bateaux suivants (selon la nomenclature standard) :
- Hommes : 8+, 4+, 4-, 2-, 4x, 2x, 1x
- Femmes : 8+, 4-, 2-, 4x, 2x, 1x

Le huit féminin a officiellement été ajouté à la compétition en 2007 à Varèse en Italie. Auparavant, cette épreuve consistait en une simple démonstration. Le huit féminin n'est couru qu'une seule fois, juste avant la cérémonie d'ouverture. Il doit comprendre des rameurs qui participent à d'autres événements de la compétition.

## Nations participantes
- Autriche
- Belgique
- Espagne
- France
- Grande-Bretagne
- Hongrie
- Irlande
- Italie
- Pays-Bas
- Pologne
- Portugal
- Suisse
- République Tchèque (entrée en 2017)
- Danemark (entré en 2018) [1]

## Organisation
La coupe possède un Comité exécutif de 4 membres élus par l'assemblée de délégués. Quatre délégués joignent le bureau exécutif de la Coupe en tant que consultants des précédents et futurs pays organisateurs de l'évènement.

Actuellement, le comité est composé de:

- Geoffrey Brook, Président (Grande-Bretagne)
- Christian Stofer, Secrétaire Général (Suisse)
- Daniël Deweert, Assistant Technique (Belgique)
- Bas Labordus, Assistant technique

## Lieux et résultats
| 2019 | corgeno Italie                                | italie          |
| ---- | --------------------------------------------- | --------------- |
| 2017 | Hazewinkel, Belgique                          | Grande-Bretagne |
| 2016 | Poznań, Pologne                               | Grande-Bretagne |
| 2015 | Szeged, Hongrie                               | Italie          |
| 2014 | Lac des Dagueys, Libourne, France             | Italie          |
| 2013 | Lucerne, Suisse                               | Grande-Bretagne |
| 2012 | Banyoles, Espagne                             | Italie          |
| 2011 | Ottensheim, Linz, Autriche                    | Italie          |
| 2010 | Hazewinkel, Belgique                          | Italie          |
| 2009 | Vichy, France                                 | Grande-Bretagne |
| 2008 | Lac Inniscarra, Cork, Irlande                 | Grande-Bretagne |
| 2007 | Varèse, Italie (4-5 août)                     | Italie          |
| 2006 | Groningue, Pays-Bas (29-30 juillet)           | Grande-Bretagne |
| 2005 | Lac Dorney, Dorney, Grande-Bretagne           | Grande-Bretagne |
| 2004 | Ravenne, Italie                               | Italie          |
| 2003 | Hazewinkel, Belgique                          | Grande-Bretagne |
| 2002 | Montemor-o-Velho, Portugal                    | Italie          |
| 2001 | Brive, France                                 | France          |
| 2000 | Sempach, Suisse                               | France          |
| 1999 | Lac Inniscarra, Cork, Irlande                 | Grande-Bretagne |
| 1998 | Candia, Italie                                | Grande-Bretagne |
| 1997 | Holme Pierrepont, Nottingham, Grande-Bretagne | Grande-Bretagne |
| 1996 | Amsterdam, Pays-Bas                           | France          |
| 1995 | Bourges, France                               | France          |
| 1994 | Hazewinkel, Belgique                          | Grande-Bretagne |
| 1993 | Vichy, France                                 | Grande-Bretagne |
| 1992 | Lac de Schiffenen, Suisse                     | France          |
| 1991 | Glasgow, Grande-Bretagne                      | France          |
| 1990 | Hazewinkel, Belgique                          | Italie          |
| 1989 | Candia, Italie                                | Grande-Bretagne |
| 1988 | Mantes-la-Jolie, France                       | France          |
| 1987 | Gand, Belgique                                | Italie          |
| 1986 | Berne, Suisse                                 | Italie          |
| 1985 | Candia, Italie                                | France          |